# Hwarang segi
Les Hwarang segi (Annales des Hwarang) sont une source historique sur les Hwarang du royaume de Silla, en Corée. Il est censé avoir été écrit par l'historien Kim Dae-mun, sous le règne du roi Seongdeok le Grand.

## Histoire
Les  Hwarang segi (hangeul : 화랑세기, hanja : 花郎世記 ; lit. Annales des Hwarang) sont un ensemble de 16 anciens volumes coréens enregistrant des histoires épiques et des récits des chevaliers Hwarang. Ils auraient été écrits par l'historien Kim Dae-mun de la période Silla, sous le règne de Seongdeok de Silla (702-737).
Les Hwarang segi ont survécu jusqu'à l'époque où Kim Bu-sik (1075-1151) a écrit le Samguk Sagi, mais ils ont été probablement perdus au XIIIe siècle car ils ne sont plus mentionnés après le texte de 1215 du moine Gakhun Haedong goseung jeon. 
Deux manuscrits d'un texte intitulé Hwarang segi ont été découverts en 1989 à Gimhae, en Corée du Sud. Le premier manuscrit, rendu public en 1989, est généralement appelé « extrait » (balchwebon, 발췌본, 拔萃本). Il contient une préface et un court enregistrement des quinze premiers dirigeants du Hwarang (pungwolju, 풍월주, 風月主). Le second manuscrit, rendu public en 1995, est généralement appelé le «  texte mère »  (mobon, 모본, 母本). La première partie du manuscrit étant endommagée et manquante, il débute par un enregistrement fragmenté mais plus complet des quatre chefs, se poursuit par une liste détaillée des quinze autres et se termine par le trente-deuxième et dernier chef. Les deux manuscrits sont écrits par Bak Changhwa (1889-1962). La validité historique de ces Hwarang segi fait l'objet d'une controverse parmi les historiens coréens, dont certains pensent qu'il s'agit d'un faux, tandis que d'autres en revendiquent l'authenticité.

## Description
Le manuscrit connu sous le nom d'extrait Hwarang Segi est composé de 16 parties ; une pour l'introduction et les quinze pour les biographies de quinze chefs pungwolju du hwarang :
1. Introduction
2. Wihwarang
3. Mijinbu
4. Morang
5. Ihwarang
6. Sadaham
7. Sejong
8. Seolwonrang
9. Munno
10. Biborang
11. Miseng
12. Hajong
13. Bori
14. Yongchun
15. Horim
16. Kim Yusin